# Mercury Comet
La Comet è un'autovettura prodotta dalla Mercury dal 1960 al 1969 e dal 1971 al 1977.
La Comet appartenne alla categoria delle vetture compact dal 1960 al 1965 e dal 1971 al 1977, ed alla classe delle vetture mid-size dal 1966 al 1969. Più precisamente, nel primo caso, fece parte della categoria delle muscle car.
Durante l'intero periodo in cui fu prodotta, la Comet ebbe il motore montato anteriormente e la trazione posteriore. Venne assemblata negli Stati Uniti a Oakville, Claycomo e Lorain.
La Comet è stata basata prima sulla Ford Falcon (1960-1965), poi sulla Ford Fairlane (1966-1969) ed infine sulla Ford Maverick commercializzata negli Stati Uniti (1970-1977). Facendo parte della gamma Mercury, la Comet, perlomeno all'inizio, era dotata di interni migliori di quelli dei modelli citati. Dal 1962 al 1963 la Comet condivise invece molti componenti con la Mercury Meteor.

## Le origini
La Comet fu inizialmente prevista per essere un modello Edsel. Dopo la soppressione del marchio citato, venne inclusa nella gamma Mercury. Per questo motivo, i primi prototipi erano marchiati Edsel. Nel 1960 e nel 1961 la Come fu commercializzata semplicemente come "Comet" senza l'indicazione del marchio. I primissimi esemplari di Comet possedevano comunque alcuni componenti (come i fanali posteriori), che derivavano dal prototipo Edsel.
La Comet prese il nome dalla "Comet Coach Company", ovvero da un'azienda che fabbricava carri funebri spesso su base Oldsmobile. Questa compagnia in seguito fu rinominata Cotner-Bevington.

## La prima serie: 1960–1963

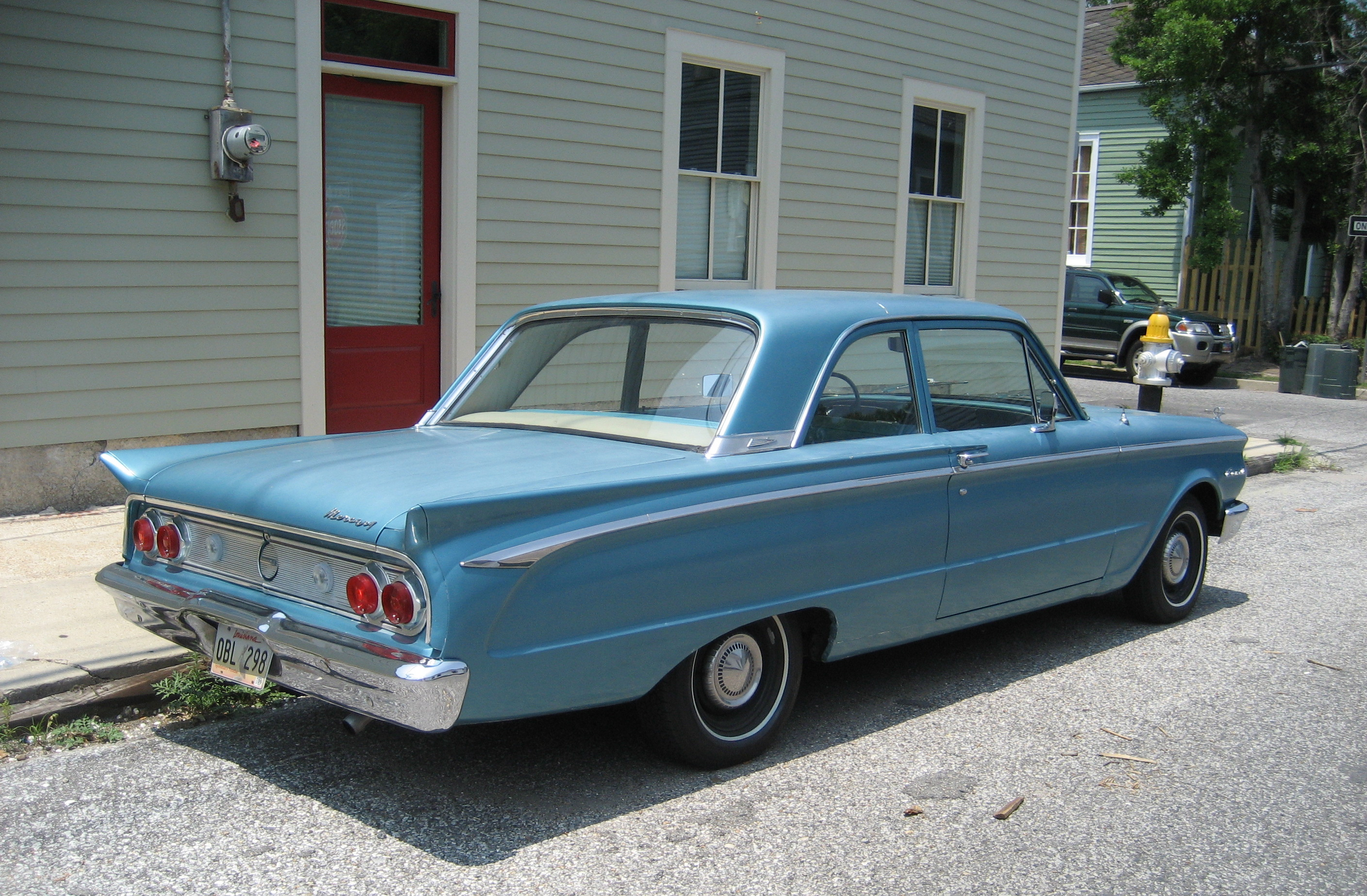
Una Mercury Comet del 1962

A causa della soppressione del marchio Edsel, la Comet fu inizialmente commercializzata senza essere compresa nella gamma di nessun marchio del gruppo. Il modello, infatti, era in vendita semplicemente come "Comet" anche se era disponibile presso i concessionari Mercury. La Comet fu poi inclusa nella gamma Mercury dal 1962, ovvero dopo due anni di commercializzazione.
Introdotta nel marzo del 1960, fu inizialmente disponibile in quattro versioni, ovvero coupé due porte, berlina quattro porte familiare due e quattro porte. Erano invece due gli allestimenti disponibili, quello standard ed il "Custom". Quest'ultimo prevedeva delle cromature aggiuntive e degli interni migliori. Nel 1960 l'unico motore disponibile era un sei cilindri in linea da 2,4 L di cilindrata. Questo propulsore era dotato di un carburatore monocorpo di marca Holley ed erogava 90 CV di potenza a 4.200 giri al minuto.  I cambi disponibili erano manuale a tre rapporti ed automatico a due marce. Quest'ultimo, in particolare, era un modello montato esclusivamente sulla Comet.
A seguito delle lamentele che si riferivano alle scarse prestazioni del motore da 2,4 L, fu deciso di introdurre nel 1961 un motore a sei cilindri in linea da 2,8 L e 101 CV. Anche questo propulsore era dotato di un carburatore monocorpo Holley. Tra le opzioni venne aggiunto all'offerta un cambio manuale a quattro rapporti. Era anche disponibile l'allestimento S-22, che comprendeva i sedili singoli ed una consolle centrale. Questo allestimento non prevedeva però modifiche alla meccanica.
Nel 1962 la Comet diventò ufficialmente un modello Mercury. Nel contempo, la vettura fu oggetto di un lieve restyling che coinvolse la parte posteriore. Con questa modifica alla coda, la Comet ora assomigliava di più agli altri modelli Mercury. L'allestimento S-22 fu dotato di nuovi fanali posteriori a sei luci (tre per lato: le altre Comet ne avevano invece due). Nell'occasione fu anche aggiunta alla gamma la Comet Villager, ovvero la versione familiare quattro porte con pannelli laterali in finto legno.
Nel 1963 ci furono dei cambiamenti nella meccanica. L'aspetto esteriore rimase pressoché immutato, mentre furono aggiornate le sospensioni ed il telaio. In particolare, le sospensioni vennero modificate per poter rendere possibile l'installazione del nuovo V8 da 4,3 L. Dotato di un carburatore doppio corpo, questo motore produceva 164 CV. Nell'occasione alla gamma venne aggiunta la versione cabriolet due porte. 

## La seconda serie: 1964–1965

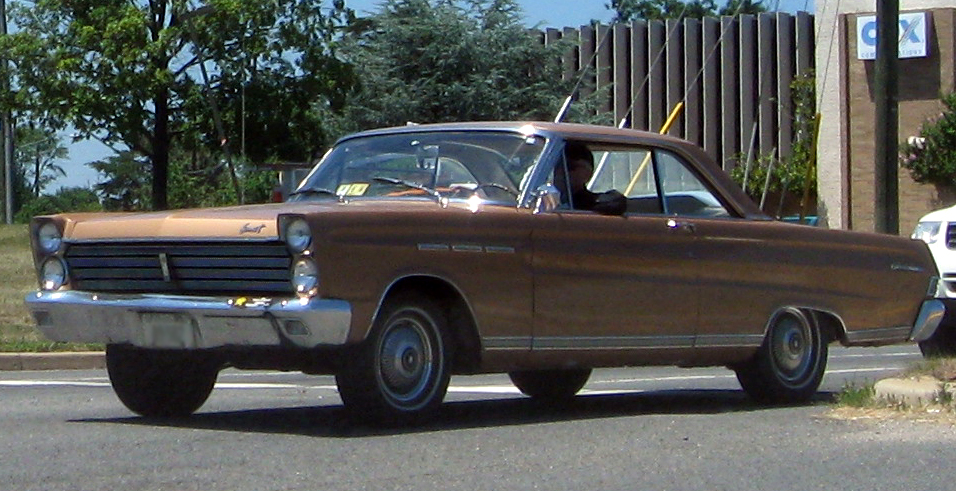
Una Mercury Comet del 1965

Nel 1964 la Comet fu rivista. Ora la linea presentava dei tratti più squadrati, sebbene la vettura fosse costruita sullo stesso tipo di monoscocca utilizzato nel 1963. La calandra fu modificata in modo tale da assomigliare a quella della Lincoln Continental. In occasione di questo aggiornamento, l'allestimento S-22 fu rinominato Cyclone. Questo allestimento era caratterizzato dalla presenza di un motore V8 da 7 L. Gli altri allestimenti, in ordine discendente, erano il Caliente,  il 404 ed il 202. La versione familiare due porte fu tolta dai listini, mentre quella a quattro porte si continuò a chiamare Villager. Il motore da 2,4 L fu tolto dai listini e di conseguenza il propulsore da 2,8 L diventò l'unità motrice installata di serie. Al motore da 4,3 L fu poi affiancato, a metà anno, un nuovo propulsore V8 da 4,7 L.
Nel 1965 il modello fu aggiornato. La linea del frontale e della coda venne cambiata, ed anche i fanali anteriori vennero modificati. Nell'occasione, la cilindrata del motore a sei cilindri in linea passò da 2,8 L a 3,3 L. Con quest'ultima cubatura, il propulsore, che aveva sempre installato un carburatore monocorpo, erogava 120 CV a 4.400 giri al minuto. Il cambio proposto di serie continuò ad essere la trasmissione manuale a tre rapporti già montata sulla serie precedente. Tra le opzioni, ora era disponibile un cambio automatico a tre marce che sostituì quello della serie precedente. Il motore da 4,7 L era disponibile in due versioni, a carburatore doppio corpo (200 CV) e a carburatore quadruplo corpo. Quest'ultima era offerta a sua volta in due versioni: 225 CV o 271 CV. L'ultima citata era quella ad alte prestazioni. 

## La terza serie: 1966–1967
Nel 1966 la Comet cambiò di categoria, passando dalla classe delle vetture compact a quella delle vetture mid-size. Ora il modello era basato sul telaio della Ford Fairlane ed il corpo vettura aveva un passo più lungo. Questa serie della Comet familiare fu il primo modello ad avere installato il portellone Dual-Action, ovvero un portellone a doppia configurazione di apertura che poteva essere dischiuso lateralmente oppure dall'alto in basso. Questa soluzione fu poi copiata da tutte le maggiori case automobilistiche statunitensi.
Vennero cambiati anche gli allestimenti. La Comet Capri sostituì la 404, mentre la Comet Voyager rimpiazzò la precedente 404 familiare. La 202 familiare quattro porte fu invece tolta dai listini. Al top della gamma fu invece collocata la Comet Cyclone GT.
Nel 1966 fu introdotto il nuovo motore V8 da 6,4 L. Questo propulsore sostituì tutti gli altri motori disponibili precedentemente offerti e fu pertanto l'unica unità motrice disponibile su questa generazione di Comet. Il motore era offerto in diverse versioni. La prima era dotata di un carburatore doppio corpo e produceva 265 CV, mentre la seconda comprendeva un carburatore quadruplo corpo e sviluppava 275 CV. La terza versione invece era quella ad alte prestazioni ed erogava 335 CV. Quest'ultima era installata di serie sulla Cyclone GT ed era disponibile opzionalmente sugli altri allestimenti. La Cyclone GT dotata di cambio automatico era invece denominata Cyclone GTA. Una Cyclone GT versione cabriolet fu la safety car nella 500 Miglia di Indianapolis del 1966. 

## La quarta serie: 1968–1969
Nel 1968 tutti i modelli mid-size della Mercury furono dotati di nuovi lamierati. Anche la linea venne aggiornata e fu resa simile a quella dei modelli full-size Mercury. Il telaio e molti componenti erano invece condivisi con la Fairlane e la Torino.
Un motore V8 da 4,9 L, che era dotato di un carburatore doppio corpo e sviluppava 210 CV di potenza, sostituì nel 1968 il propulsore da 4,7 L. Nel 1969 la calandra fu modificata e vennero eliminati gli abbellimenti che contornavano i fanali anteriori. Le luci posteriori furono invece ridisegnate.
Il motore in linea a sei cilindri da 3,3 L venne sostituito da un propulsore dalla medesima configurazione ma da 4,1 L e 155 CV. La motorizzazione offerta era completata da un V8 da 5,8 L che erogava 290 CV e da un V8 da 7 L e 335 CV. Quest'ultimo era disponibile sulla Cyclone. Entrambi erano dotati di un carburatore a quadruplo corpo. Il motore V8 da 6,4 L uscì invece di produzione.
Nel 1970 la vettura fu rivista completamente. Il telaio rimase però immutato.

## La quinta serie: 1971–1977
Nel 1971 la Comet diventò, sostanzialmente, una versione della Ford Maverick. I due modelli infatti erano molto simili e si differenziavano dalla calandra, dalle luci posteriori e dal cofano. Il telaio era pressoché identico a quello utilizzato sulla Ford Falcon, sulla precedente serie di Comet, sulla Ford Fairlane e sulla Mercury Meteor.
Il motore base era un sei cilindri in linea da 2,8 L che era dotato di un carburatore monocorpo e che produceva 100 CV. I propulsori opzionali erano un sei cilindri in linea da 3,3 L equipaggiato da un carburatore monocorpo che produceva 115 CV ed un V8 da 4,9 L dotato di un carburatore doppio corpo che sviluppava 210 CV. I cambi disponibili erano due, manuale a tre rapporti e automatico a tre marce. La leva del cambio poteva essere installata sul piantone dello sterzo oppure sul pavimento.
Questa serie di Comet era disponibile solo in versione berlina due e quattro porte. Inoltre, venne offerta, dal 1971 al 1975, la Comet GT, che era una muscle car disponibile solo in versione due porte berlina. La GT presentava una calandra completamente nera, una striscia laterale applicata sulla fiancata, dei sedili singoli, delle ruote speciali, degli specchi retrovisori da competizione, un cruscotto nero ed una finta presa d'aria sul cofano.
I motori disponibili erano un sei cilindri in linea da 2,8 L e 82 CV, un V8 da 3,3 L e 91 CV ed un V8 da 4,9 L e 138 CV. Nel 1972 venne introdotto un V8 da 4,1 L e 98 CV. Nel 1973 il motore da 2,8 L fu tolto dall'offerta e quindi il V8 da 3,3 L diventò il propulsore standard. Sempre nel 1973 venne installato un paraurti anteriore più largo che era conforme alle nuove norme federali sulla sicurezza.
Il pacchetto Custom comprendeva un tettuccio in vinile, dei copricerchioni in tinta, degli inserti in vinile applicati sulla fiancata, dei sedili singoli rivestiti in vinile ed un isolamento acustico superiore.
Nel 1974 la vettura fu rivista. Nell'occasione, vennero aggiornati i paraurti anteriori e posteriori. La Mercury inizialmente era intenzionata ad ammodernare il modello con il lancio di una nuova serie. In seguito, la dirigenza cambiò idea e decise di far uscire di produzione la Comet. La Comet fu poi sostituita dalla Mercury Monarch. La Monarch però, rispetto alla Comet, era dotata di un equipaggiamento superiore. 

## La Comet nei media
Una Comet cabriolet era la vettura di una dei protagonisti della serie televisiva One Tree Hill. Era guidata da Peyton Sawyer, che nel telefilm era interpretata da Hilarie Burton.